# Science-Fiction-Jahr 1948
Übersicht

◄◄ | ◄ | 1944 | 1945 | 1946 | 1947 | Science-Fiction-Jahr 1948 | 1949 | 1950 | 1951 | 1952 | ► | ►►

Weitere Ereignisse

## Neuerscheinungen Filme
| Deutscher Titel                          | Deutschsprachiges Erscheinungsjahr | Originaltitel                         | Regie                              | Anmerkungen             |
| ---------------------------------------- | ---------------------------------- | ------------------------------------- | ---------------------------------- | ----------------------- |
| Abbott und Costello treffen Frankenstein | 1951                               | Abbott and Costello Meet Frankenstein | Charles Barton                     |                         |
| Chemie und Liebe                         | –                                  | –                                     | Arthur Maria Rabenalt              |                         |
| Der Herr vom andern Stern                | –                                  | –                                     | Heinz Hilpert                      |                         |
|                                          |                                    | Krakatit                              | Otakar Vávra                       |                         |
|                                          |                                    | Superman                              | Spencer Gordon Bennet, Thomas Carr | 15-teiliges Kino-Serial |
|                                          |                                    | El supersabio                         | Miguel M. Delgado                  |                         |

## Conventions
- 6. Worldcon, 3.–5. Juli, Toronto, Vorsitzender: Ned McKeown, Ehrengäste: Robert Bloch (pro) & Bob Tucker (fan)

## Geboren
- Mike Ashley
- John Calvin Batchelor
- Michael Blumlein († 2019)
- Zoe Fairbairns
- William Gibson, prägte in seinem Buch Neuromancer die Begriffe Cyberspace und Matrix und gilt als Begründer des Cyberpunk
- Scott G. Gier
- Ronald M. Hahn
- Robert Holdstock († 2009)
- Nancy Kress
- Claus-Peter Lieckfeld
- Ernst-Otto Luthardt
- F. Gwynplaine MacIntyre († 2010)
- George R. R. Martin
- Vonda N. McIntyre († 2019)
- Sean McMullen
- Susan Beth Pfeffer († 2025)
- Marta Randall
- Spider Robinson
- Esther Rochon
- Pamela Sargent
- Dan Simmons
- Brian M. Stableford  († 2024)
- James Sutherland
- Steven Utley († 2013)
- Joan D. Vinge
- Michael Weisser
- Laurence M. Yep

## Gestorben
- Bruno H. Bürgel (* 1875)
- Ernst Modersohn (* 1870)
- Adolf Stein (Pseudonym Gerd Fritz Leberecht; * 1871)